# グレート・ウェスタン鉄道4000形蒸気機関車

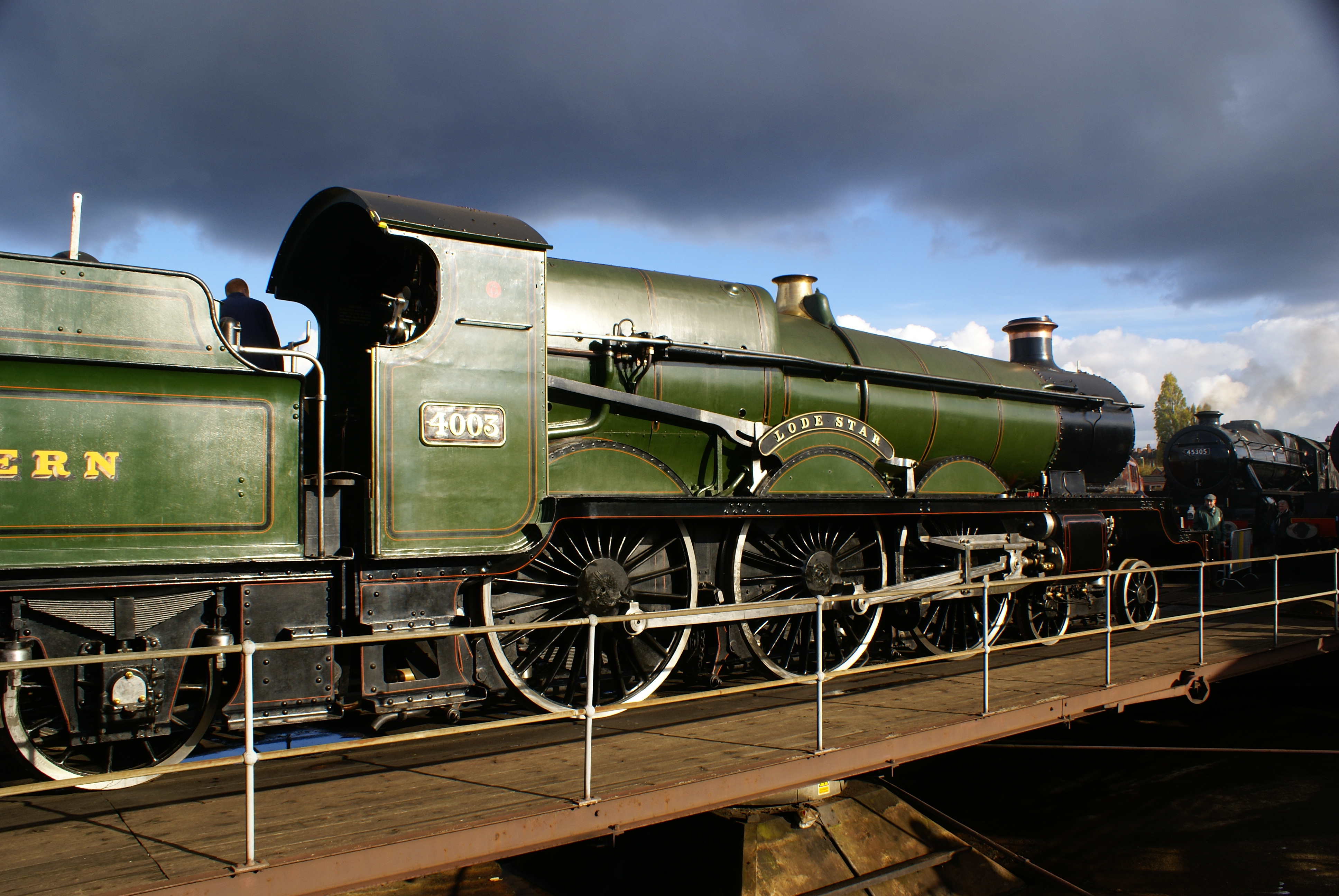
4003号機「ロード・スター」

グレート・ウェスタン鉄道4000形蒸気機関車 (4000 Class) はイギリスのグレート・ウェスタン鉄道（GWR）が製造した急行旅客列車用テンダー式蒸気機関車の1形式である。各車の固有名から、スタークラス(Star Class)とも呼ばれる。軸配置はテンホイラー（4-6-0あるいは2C）。

## 概要

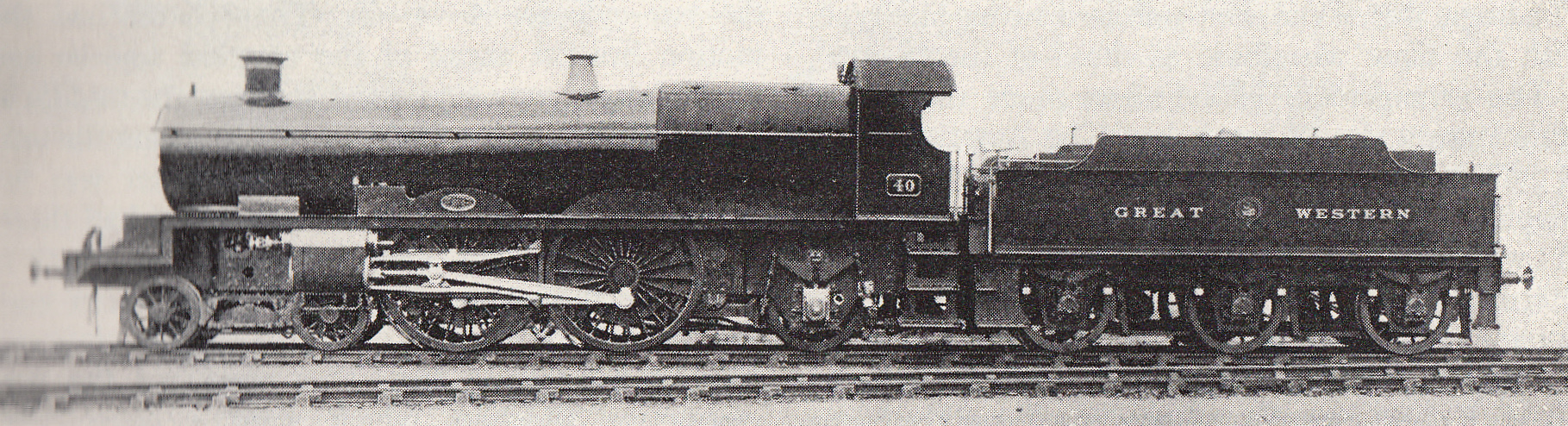
スタークラスの試作車として製作された40号機「ノース・スター」
軸配置がセイント級試作車の一部や同型の初期量産車と同様、4-4-2（アトランティック）となっている点で、全車が軸配置4-6-0（テンホイラー）とされたスター級量産車とは異なる。

GWRの最初の4気筒エンジンは、1906年にGWRの機関車総監督（Locomotive Superintendant：1915年に技師長（Chief Mechanic Engineer：CME）に改称）ジョージ・チャーチウォード（在任期間：1902年 - 1922年）が1906年にスウィンドン工場で試作したアトランティック（4-4-2あるいは2B1）40号機「ノース・スター」号だった。1909年に4-6-0として再構築され、4000番が付け直された。これは、スター、キャッスル、キングクラスを含むGWR4気筒急行機関車の最初の設計だった。4000は後にCastleクラスに編入された。この40号機「ノース・スター」はドゥ・グレーン(De Glehn)式複式4気筒構造と、チャーチウォードが独自に設計した単式4気筒構造の比較のために設計されたもので、このNo.40は後者の機構を搭載した最初の機関車となった。GWRでは双方の機構の比較評価試験を行い、最終的にチャーチウォードによる単式4気筒方式の採用が決定された。
1907年から1914年の間、および1922年から1923年に、2900形（セイント級）の強化形として、No.40の設計を軸配置4-6-0あるいは2Cに改めた本形式が72両が製造された。その後、初期の機関車には新しいボイラーと過熱器が取り付けられた。機関車は、星、騎士、君主、女王、王子、王女、修道院にちなんで名付けられた。外国の君主に関連する名前があったため、戦時中に名前が変更された機関車もあった。
1925年から1929年にかけて、5両の機関車（4000、4009、4016、4032）がキャッスルクラスとして再建された。1937年から1940年にかけて、4063-4072もキャッスルクラスとして再建され、5083-5092の番号が付け直されたが、元の名前は保持されていた。

## 設計
40号機「ノース・スター」は新機軸である弁装置関係以外のその基本設計の多くを、同時期製作のセイント級に負っている。
このため、これを基本として改設計が実施された量産車も基本構造は共通とされ、GWRでNo.1形(Type No.1)と呼ばれる、セイント級で初採用された標準設計ボイラーやセイント級とほぼ共通設計の台枠を備える。
ただし、シリンダーが単式4気筒構成となったため、当然にセイント級とは異なる設計のシリンダーブロックが搭載され、動輪周辺の設計が大きく変更された。
弁装置は内側2気筒をワルシャート式弁装置で駆動し、左右それぞれの弁装置に連動するロッキングレバーを介して位相差を持たせることで、外側2気筒の弁を開閉させ駆動する仕組みを採用する。こうすることで、多気筒化しつつ弁装置の簡素化を実現している。
単式4気筒、つまりボイラーからの蒸気が弁装置を介して直接それぞれのシリンダーに給気される仕組みであるため、4つの気筒は全て同一サイズとなっており、直径×行程が381mm×660mmでセイント級のそれと比較してストロークが100mm近く短く設計されているのが目を引く。
気筒の配置は参考とされたドゥ・グレーン式に準じ、車軸との干渉がある内側2気筒は若干フロントデッキに突き出す位置に搭載されて第1動軸をクランク構造として第1動輪を駆動し、通常であれば先台車の前後輪の中央に取り付けられるのが一般的な外側2気筒は、内側2気筒と駆動条件を統一するために取り付け位置を先台車後輪直上に後退させ、メインロッドをセイント級よりも短くした上で同形式と同様に第2動輪を駆動するよう設計されている。
この設計により、マスバランスが大きく変化したため各動輪のバランスウェイト配分がセイント級から大きく変更された。

### 量産車
No.40とドゥ・グレーン式複式4気筒機との比較検討の末、量産車では効率面で有利とされる複式4気筒ではなくNo.40の単式4気筒が採用された。
これは複式4気筒の操作の難しさが問題となったこともあった。だが、それ以上に単式4気筒の場合、それぞれの気筒のバルブタイミングを1/4周期ずつずらすことで連続的かつ平均的な吸排気が可能となって蒸気機関車の燃焼で重要なボイラー通風が改善され、併せてトルク変動も小さく押さえられるという、自社炭鉱産出で高カロリーのウェールズ炭を燃料とするGWRでは無視できないメリットがあった。
また、車両サイズを決定する車両限界や建築限界が標準軌間を採用する他の各国よりも小さなイギリスでは、地上施設の制約から外側シリンダ径を無闇に大きくできない、という固有の事情もあった。
こうした、さまざまな事情を勘案した上での単式4気筒の採用であったが、結果としてこの方式は大成功を収めた。
このスター級の後継機種である4073形（キャッスル級）やその上位機種である6000形（キング級）に引き続き採用されたのみならず、キング級設計後に請われてGWRからロンドン・ミッドランド・アンド・スコティッシュ鉄道（LMS）に移籍し同社CMEとなったウィリアム・ステニアー(Sir William Arthur Stanier F.R.S.)によって同社線に合わせた若干の設計変更を加えた上で設計された、コロネーション級（en:LMS Coronation Class）やプリンセス・ロイヤル級（en:LMS Princess Royal Class）といった同社の代表車種にも採用されるなど、本形式由来の機構設計は第二次世界大戦終結後のイギリスにおける鉄道国有化までに300両以上の旅客用機関車に採用され、一大勢力をなすに至ったのであった。
もっとも、量産車の新造される頃には客車の鋼製化や輸送量の増大などによってNo.40の試作時よりも大きな牽引力が求められるようになっており、量産車ではNo.40の従台車を撤去して第3動輪を設置し、軸配置4-6-0（テンホイラー）に変更されている。

## 製造
本形式の量産車は、Nos.4001 - 4072の72両がスウィンドン工場で1907年から第一次世界大戦に伴う中断を挟んで1922年までにかけて製造された。また、試作車であるNo.40も1909年11月に量産車と同じテンホイラーに大改造の上で本形式に編入され、同車は1912年12月にトップナンバーであるNo.4000に改番された。
なお、以後の増備は本形式を基本としつつ、各シリンダの内径と火格子面積を増大して出力の増大を図った改良強化形であるキャッスル級へ移行している。

## 運用
本形式はGWRの主力機関車の一つとして大量導入され、その強力さからGWRの主要幹線で重用された。
1913年には新型の過熱器の導入が全車について開始され性能向上が図られたが、後継となるキャッスル級の就役開始で性能面での陳腐化が目立ち始めた。イギリス国鉄の時代には、3種類の蒸気管が取り付けられているのが見られた。一部は元の蒸気管内に保持されていなかった。内側のシリンダーを交換したときにエルボータイプの蒸気管をとりつけたが、外側のシリンダーは交換しなかった。4つのシリンダーすべてを交換したときに、キャッスルタイプの外部蒸気管を取り付けた。
このため本形式の内、試作車である4000号機「ノース・スター」を含む15両については1925年よりシリンダブロックおよびボイラーの換装を実施の上でキャッスル級に改造編入されたが、残りは1932年より廃車が始まり、国有化後の1956年までに全車廃車となった。

## 諸元
- 全長 19,862.8mm
- 全高 mm
- 軸配置 2C（テンホイラー）
- 動輪直径 2,044.7mm
- 弁装置:
  - 内側シリンダー：ワルシャート式弁装置
  - 外側シリンダー：ロッキングバーにより内側シリンダーの弁装置から駆動
- シリンダー（直径×行程） 381mm×660mm[注 8]
- ボイラー圧力 15.82kg/cm² （= 225lbs/in2 = 1.55MPa)）
- 火格子面積 2.52m²
- 機関車重量 75.54t
- 最大軸重 20t
- 炭水車重量 46.64t

## 保存車
現在、4003号機「ロード・スター」がヨークの国立鉄道博物館に静態保存されている。